# Krottorf
Das Dorf Krottorf gehörte seit 1993 zur Verbandsgemeinde Westliche Börde im Landkreis Börde in Sachsen-Anhalt. Über eine Gebietsänderung wurde Krottorf zum 1. Januar 2001 in die Stadt Gröningen eingegliedert und ist nun mit seinen 446 Einwohnern (Stand 31. Dezember 2021) einer der sechs Ortsteile.

## Geografie
Krottorf liegt inmitten der Magdeburger Börde an der Bode zwischen der Landeshauptstadt Magdeburg und dem Harz. Nahegelegene Städte sind Oschersleben (Bode) und Halberstadt.

## Geschichte

### Vorgeschichte

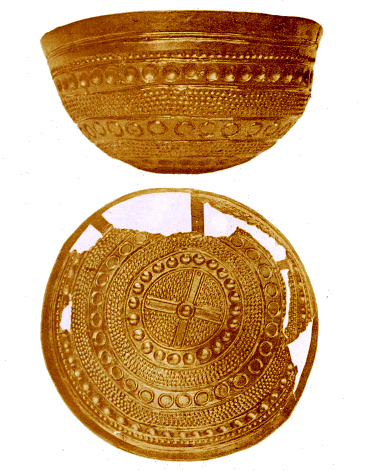
Die bronzezeitliche Goldschale von Krottorf

Die Bodenfunde im Ortsgebiet deuten darauf hin, dass der Raum Krottorf schon sehr früh besiedelt worden ist. So wurde 1873 dicht neben der Kirche der sogenannte Hexenstein ausgegraben. Der flache, zwei Meter lange und 1,5 m breite, mit vielen Nägeln beschlagene Stein ruhte auf Knochenresten und Urnenscherben. Als seltener Fund gilt die „Goldschale von Krottorf“. Das stark beschädigte, wohl in die ausgehende Mittelbronzezeit (14. Jahrhundert v. Chr.) gehörende Gefäß wurde 1909 gefunden; es ist sechs Zentimeter hoch, hat einen Durchmesser von 13 Zentimetern und wiegt 68,7 Gramm.

### Früh- und Hochmittelalter
Nach dreißig Jahre andauernden Feldzügen gegen die Sachsen gründete Karl der Große im Jahre 804 zunächst ein Bistum in Seligenstadt (heute Osterwieck). In einer Urkunde vom 2. September 814 bestätigt dann sein Nachfolger, Ludwig der Fromme, Bischof Hildegrim von Chalons die bischöflichen Rechte für Halberstadt. Die Pläne Ottos I., das Bistum nach Magdeburg zu verlegen, scheiterten zunächst; später verlor Halberstadt jedoch den östlichen Teil seiner Diözese an das Erzbistum Magdeburg.
Mit Otto II. begann für das Bistum Halberstadt im ausgehenden 10. Jahrhundert eine neue Periode, die Anfang des 11. Jahrhunderts in dem Aufstieg des Halberstädter Bischofs zum Reichsfürsten gipfelte. Für die Zeit am Anfang des 12. Jahrhunderts gelten Edle von Krottorf als Vasallen des Bistums. Eine beurkundete Schenkung Otto von Krottorfs (Otto de Cruttorpe) an das Kloster Huysburg von 1118 ist das älteste schriftliche Dokument Krottorfs. Im Laufe des 13. Jahrhunderts scheinen sich die Edelherren von Krottorf nach Magdeburg orientiert und das Gut verkauft zu haben.
Neben dem Edelhof bildeten Burg und Herrenhof Krottorf einen eigenen Herrschaftsbereich. Eigentümer waren die Grafen von Reveningen, deren Stammburg in Röblingen am See lag. Unter den Röblingern wurde die Burg zum befestigten Herrensitz. 1131 übertrug Otto Graf von Reveningen als letzter Vertreter des Geschlechts den gesamten Besitz als Erstausstattung an das von ihm gemeinsam mit dem Magdeburger Erzbischof Norbert von Xanten gegründete Stiftskloster Gottes Gnade bei Calbe an der Saale.
Nach einer unbestimmten Zeit der Zugehörigkeit zum Kloster Gottesgnaden gelangten Burg und Gutsverband Krottorf in den Besitz des Erzbistums Magdeburg. Um 1265 erhielten die Regenstein-Heimburger Grafen Burg und Gut als erzbischöfliches Magdeburger Lehen. Die neuen Herren restaurierten und erweitert die in klösterlicher Zeit arg vernachlässigte Burg Krottorf und legten zusätzliche Gräben an. Damit besaßen die Regensteiner zusammen mit Schwanebeck zwei bedeutende Burgen.

### Spätmittelalter
Auf dem Weg zu einem bischöflichen Territorium stellten die Regensteiner zusammen mit den Anhalt-Bernburger Grafen für das Hochstift Magdeburg ein bedrohliches Machtpotential dar. In dieser Situation wurde 1324 Albrecht II. von Braunschweig-Lüneburg unter Schwierigkeiten zum Bischof gewählt, und er übernahm die Aufgabe, die Landesherrschaft des Bischofs gegen innere und äußere Feinde zu erstreiten. Die Fehde wurde schließlich in offener Feldschlacht ausgetragen, in der 1349 auch die Burg Krottorf zerstört wurde. Nach dem siegreichen Ende der Auseinandersetzungen wurde in Krottorf von der bischöflichen Verwaltung ein Amt eingerichtet. Es lag in der Hand eines besoldeten Amtmannes aus dem Ritterstand, der seinen Wohnsitz auf der Burg hatte.

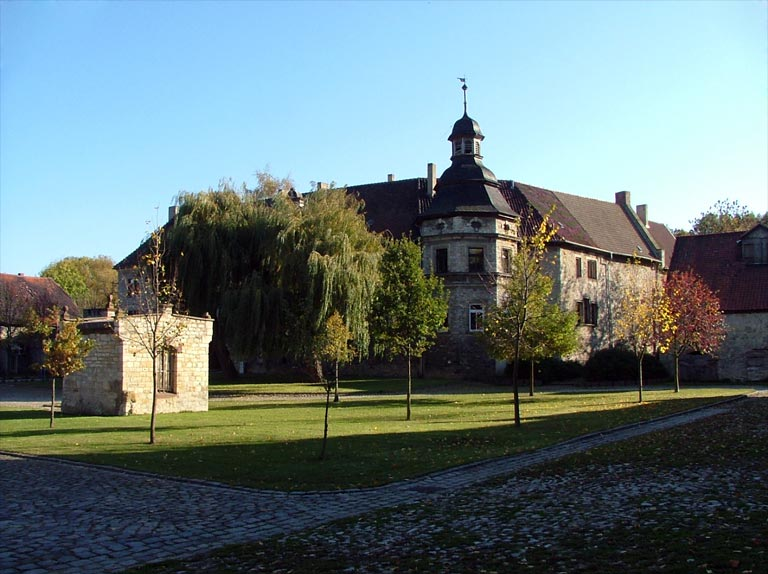
Renaissance-Burg

Die Zeit bis ins 15. Jahrhundert war von starker Verschuldung des Bistums, Raubrittertum und Fehden geprägt. In den wirtschaftlich schweren Zeiten, auch als Folge der Pest-Epidemien, geriet die Grundherrschaft in eine lang andauernde Krise und die Kette der Verpfändungen von Stiftsgüten im 14. Jahrhundert riss nicht ab. Dazu gehörten „Haus und Dorf“ Krottorf mit den Dörfern Wulferstedt und Hordorf, also das ganze bischöfliche Amt Krottorf, das 1381 an die Brüder Curd, Busse und Bernd von Asseburg verpfändet wurde. Die Asseburger blieben mehr als 100 Jahre im Besitz des bischöflichen Amtes Krottorf.
Die Einlösung des Krottorfer Amtes im Jahre 1489 fand unter wirtschaftlich deutlich günstigeren Rahmenbedingungen statt, und Krottorf sollte „Tafelgut“ (zum bischöflichen Unterhalt) werden. Weiterhin bestehende finanzielle Schwierigkeiten erzwangen jedoch 1497 eine erneute Verpfändung des Krottorfer Amtes mit den drei Dörfern. Pfandinhaber wurde der bischöfliche Rat Siegmund von Brandenstein. Schon 1512 wurde dieser Pfändungsvertrag im Zusammenhang mit dem Ausbau der Burg wieder gekündigt, und 1514 begann unter der Regie des Dompropstes Baltharsar von Neuenstadt der erste Bauabschnitt für das neue, im Renaissance-Stil erbaute Schloss. Das Hauptgebäude wurde wahrscheinlich 1531 fertiggestellt; der weitere Ausbau und die Errichtung des Wirtschaftshofes in der Vorburg erfolgten dann Mitte des 16. Jahrhunderts.

### Neuzeit
1650 fiel das Bistum Halberstadt als Ergebnis der Reformation und des Dreißigjährigen Krieges als weltliches Fürstentum und 1680 das Erzbistum Magdeburg als weltliches Herzogtum an das Kurfürstentum Brandenburg bzw. an das spätere Königreich Preußen. In der Folge wurde Krottorf im Jahr 1700 königlich–preußische Domäne.
Am Ende des 17. Jahrhunderts gab es ohne Berücksichtigung des Schlosses 51 Haushaltungen, woraus sich eine Zahl von 300 bis 330 Einwohner abschätzen lässt. Für Ende des 18. Jahrhunderts wurden einschließlich „des Amtes und der geistlichen Gebäude“ 96 Feuerstellen gezählt, denen der Chronist eine Einwohnerzahl von 576 zuordnete. Nach den Napoleonischen Kriegen setzte in der Region ein nie da gewesener Bevölkerungszuwachs ein, der nicht zuletzt mit dem rasanten gesamtwirtschaftlichen Aufschwung im mitteldeutschen Raum zusammenhing, ausgelöst von dem Mitte der 1830er Jahre eingeführten großflächigen Zuckerrübenanbau und entsprechender Rübenzuckerproduktion. Die Einwohnerzahl Krottorfs blieb jedoch bis Mitte des 19. Jahrhunderts von dieser Entwicklung weitgehend unberührt. 1838 hatte Krottorf 538 Einwohner; die Zahl der Wohnhäuser war auf 105 angewachsen.
Die Domäne bekam 1849 durch den Verkauf an den letzten Pächter, Andreas Friedrich Heinrich Dettmar, den Status eines Rittergutes. Das Gut gehörte bis zur Bodenreform von 1945 dieser Familie und wurde von ihr bewirtschaftet.
Am 30. September 1928 wurde der Gutsbezirk Krottorf mit der Landgemeinde Krottorf vereinigt.

## Politik

### Wappen
Das Wappen wurde am 20. März 1995 durch das Regierungspräsidium Magdeburg genehmigt. Blasonierung: „In Blau über einem silbernen Wellenbalken eine silberne dreibögige Brücke, darüber ein silbern-rot gespaltener Schild.“ Die Gemeindefarben sind Silber (Weiß) – Blau. Das Wappen wurde vom Magdeburger Kommunalheraldiker Jörg Mantzsch gestaltet.

## Bauwerke und Einrichtungen

### Burg Krottorf

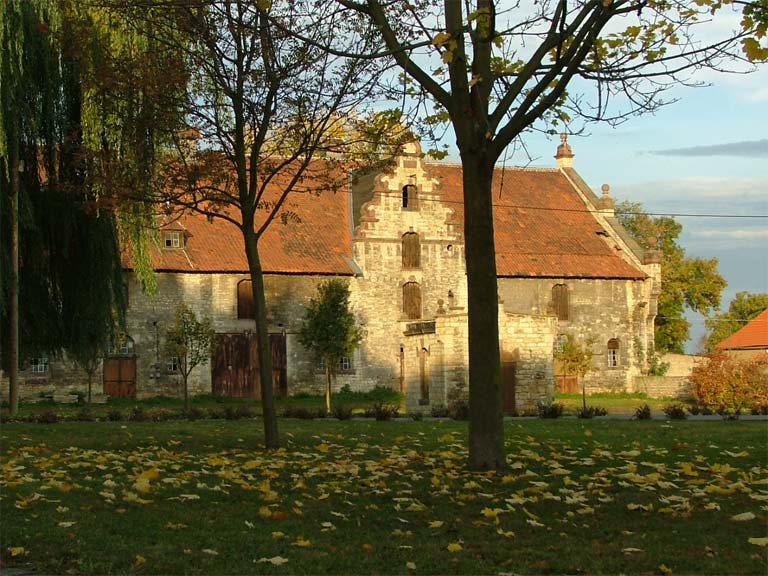
Nebengebäude der Burg

Die Burg Krottorf ist eine Niederungsburg, die durch die Bode und durch von ihr gespeiste Wassergräben gesichert war. Nach der Zerstörung der ursprünglichen Burg im Jahr 1363 wurde erst im 16. Jahrhundert wieder eine befestigte Anlage mit Gebäuden im Stil der Renaissance errichtet und um 1890 vom damaligen Besitzer ausgebaut; Teile von Wall und Gräben sind noch erhalten. Der geschlossene Innenhof der Burg ist Besuchern zugänglich.
Die Gebäude wurden nach der Wende kaum noch genutzt, so dass sich zum Zwecke ihrer Erhaltung eine Interessengemeinschaft gebildet hat.
Seit Oktober 2000 wird ein Teil des Schlosses von der Arbeiterwohlfahrt Kreisverband Börde e. V. als Kleinstheim für Kinder und Jugendliche genutzt.

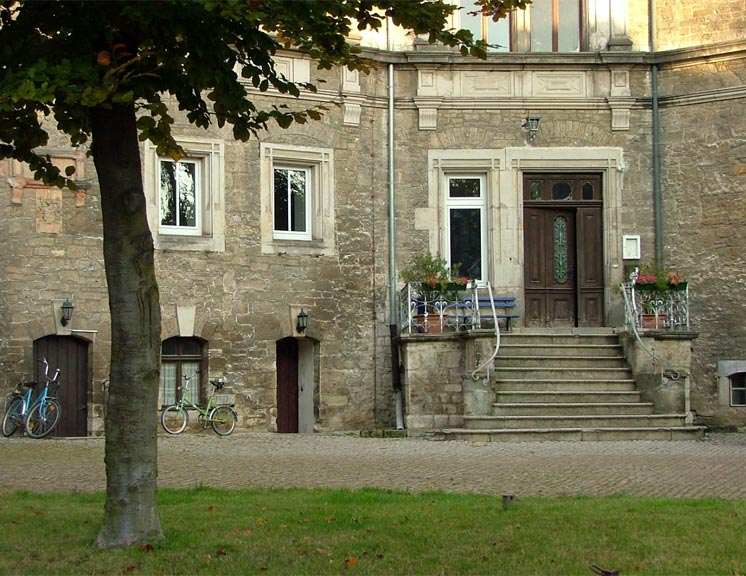
Haupteingang im Innenhof
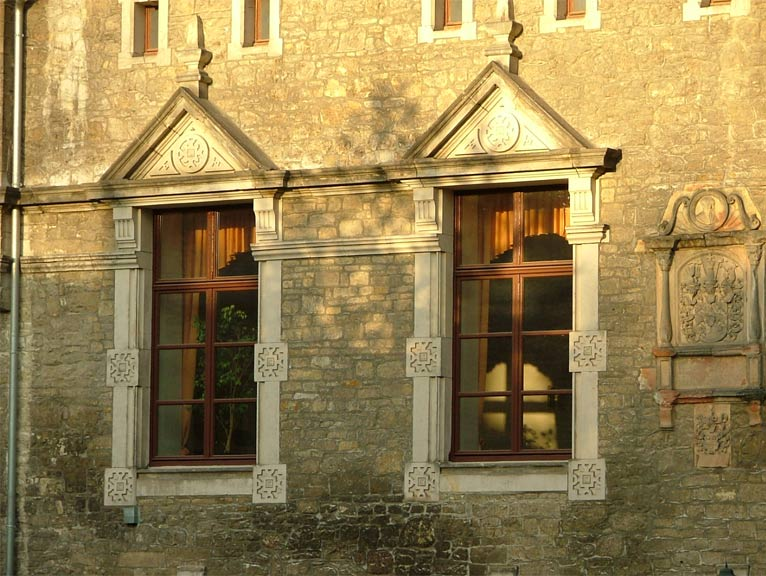
Fenster des Rittersaales
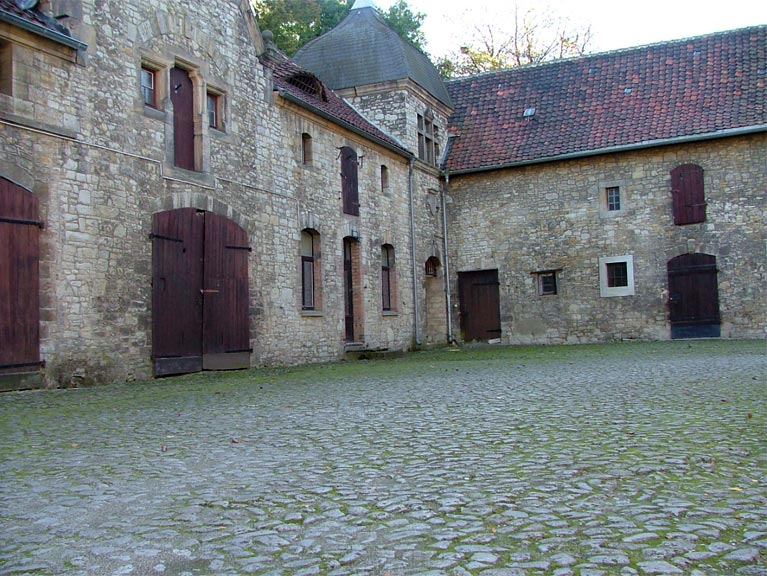
Innenhof der Burg
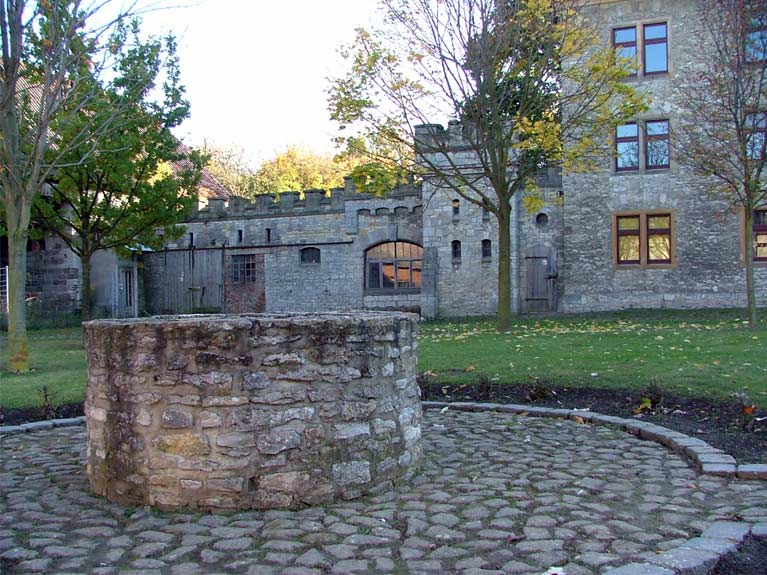
Burgbrunnen

### Dorfkirche St. Severus

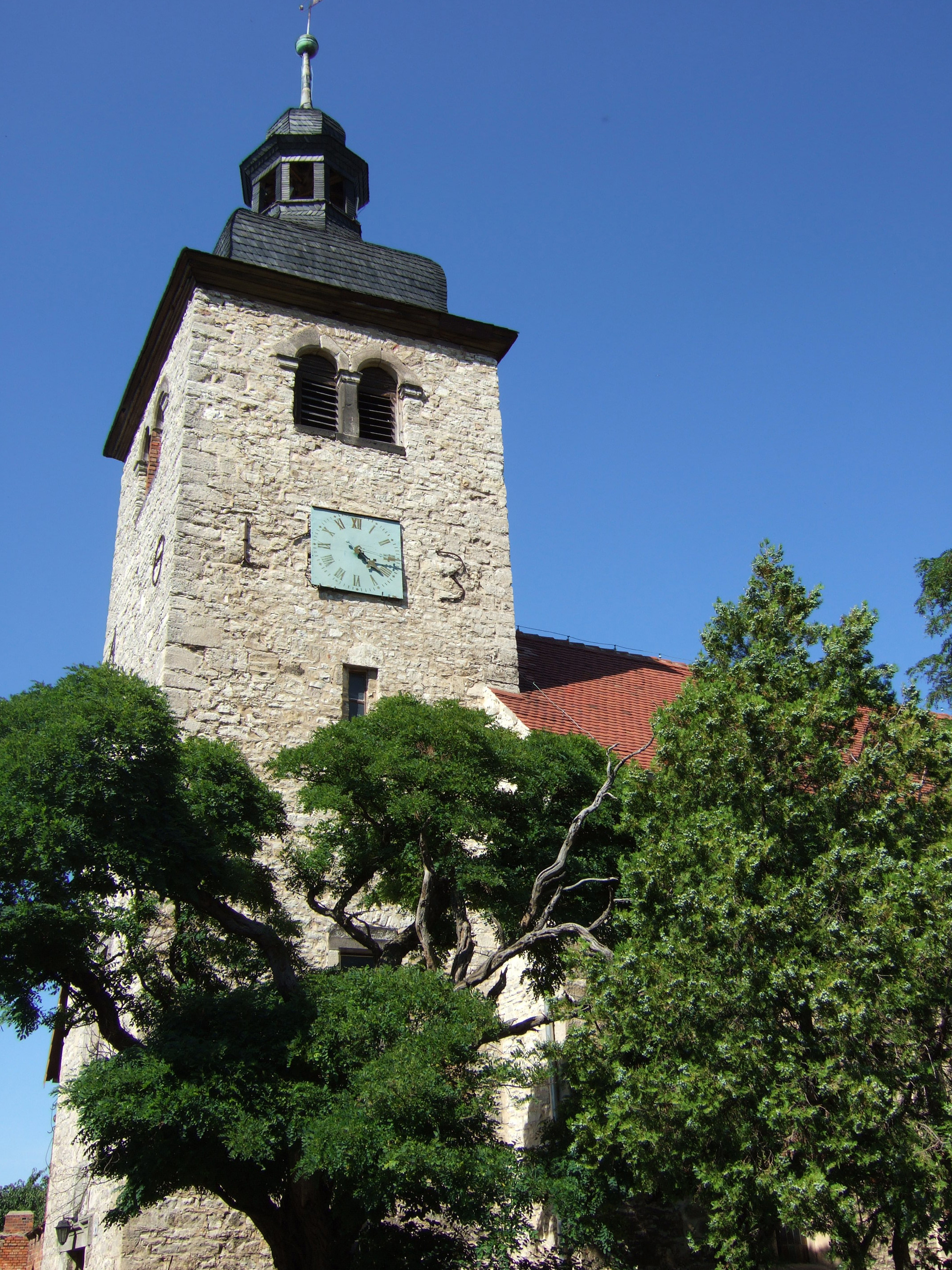
Evangelische St.-Severus-Kirche

Die Dorfkirche St. Severus, die nur wenig älter als das Schloss ist, geht auf einen spätgotischen Bruchsteinbau aus dem 15./16. Jahrhundert zurück. Der heutige quadratische Westturm stammt aus dem Jahr 1704 und ersetzte den 1693 abgebrannten Glockenturm. 1713 wurde auch das Gewölbe der Kirche mit Balken und Dielen erneuert. In der Zeit nach 1732 erhielt die Kirche einen neuen Altar und eine neue Kanzel im barocken Stil. 1751 wurde schließlich „alles“ mitsamt Himmel „bunt bemalt“ und 1766 auch noch eine neue Orgel eingebaut.
Ihr heutiges Aussehen erhielt die Krottorfer Kirche durch einen Umbau im Jahr 1836. Die im Zuge der Erneuerung des Kirchendaches durchgeführte bauliche Umgestaltung betraf u. a. die Erhöhung der Umfassungsmauern um 5½ Fuß sowie die Vergrößerung der Fenster, die dem Charakter des Bauwerkes entsprechend hohe Spitzbögen erhielten. Die heutige Inneneinrichtung des Gotteshauses wurde in den Jahren 1888/89 komplett von Firma Gustav Kuntzsch, Anstalt für kirchliche Kunst, Wernigerode, neu geschaffen und ersetzte die barocke Ausstattung.
Im Innenraum der Krottorfer Kirche finden sich Grabsteine aus dem 16. und 17. Jahrhundert.

## Ortsentwicklung und Infrastruktur

### Wohngebiet „Am Limbach“
Mit der Erschließung und Bebauung des Wohngebietes „Am Limbach“ wurde in letzter Zeit ein Stück Neues Krottorf geschaffen. Das Areal hat eine Größe von 1,23 ha und umfasst 15 Einzelstandorte für Wohnhäuser.

### Energieerzeugung

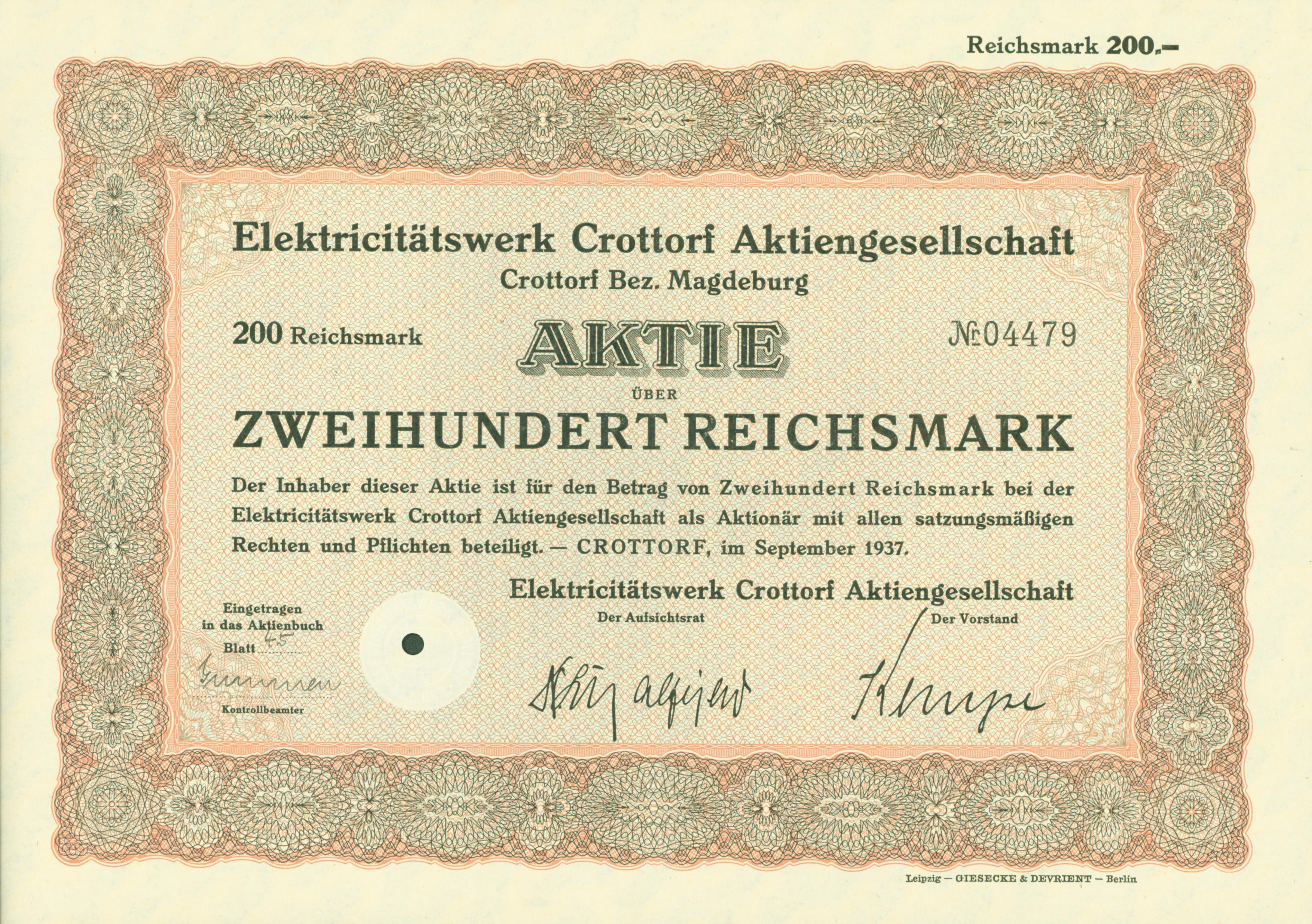
Aktie der Elektricitätswerk Crottorf AG vom September 1937

Auf das Jahr 1896 geht das an Stelle einer Wassermühle gebaute Elektrizitätswerk zurück. Die am 16. Juni 1900 gegründete Elektricitätswerk Crottorf AG übernahm die Stromversorgung insbesondere für den Kreis Oschersleben und hatte ein Leitungsnetz, das von anfangs 14 km bis auf 30 km im Umkreis anwuchs.
In den 1920ern bestanden über das Umspannwerk Freileitungsanbindungen für etwa 50 kV, welche nach Halberstadt, Oschersleben, Wilhelmshall, Nachterstedt und zum Kraftwerk Harbke führten. Die Freileitung von Harbke nach Nachterstedt führte östlich am Umspannwerk vorbei, war an dieses über einen Abzweigmasten angebunden und war bereits für 110 kV ausgelegt. Alle Leitungen wurden auf Tannenbaummasten verlegt, bei welchen jedoch die oberste Traverse breiter war als die unteren; die für 110 kV ausgelegte Freileitung hatte zudem eine Erdseiltraverse. Der Abschnitt nach Nachterstedt wurde um 2000 demontiert, der Abschnitt Harbke – Krottorf bestand bis etwa 2009 und wurde mit einem einzelnen 110-kV-Stromkreis betrieben.

### Verkehrsanbindung

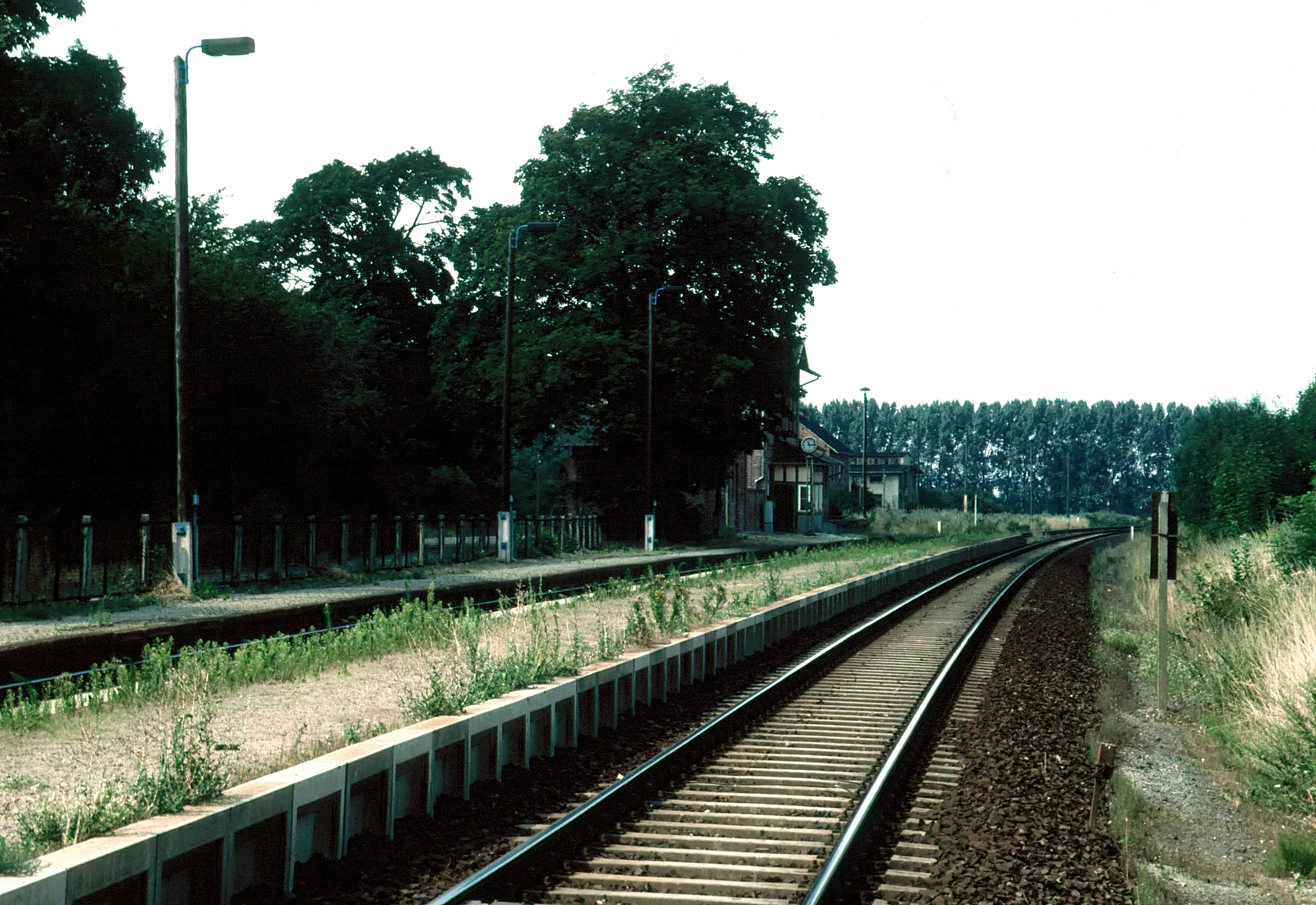
Bahnhof

Der Anschluss an das Eisenbahnnetz wurde mit der 1842/43 durch die Magdeburg-Halberstädter Eisenbahngesellschaft gebauten Eisenbahnstrecke Magdeburg–Halberstadt hergestellt. Zurzeit bestehen Regionalzugverbindungen nach Nienhagen, Halberstadt, Hordorf, Oschersleben, Hadmersleben, Magdeburg (Bahnstrecke Magdeburg–Thale). Der Bahnhof Krottorf wurde im Dezember 2012 aufgelassen, um die Fahrtzeit zwischen der Harzstadt und der Landeshauptstadt zu verkürzen.
Busverbindungen bestehen nach Hordorf, Oschersleben, Gröningen, Kroppenstedt.
Anschlüsse an das Bundesstraßennetz: Bundesstraße 81 Magdeburg–Halberstadt (ab Gröningen ca. sieben Kilometer Landstraße); Bundesstraße 245 Helmstedt–Halberstadt (ab Schwanebeck ca. vier Kilometer Landstraße).

## Persönlichkeiten
- Johann Gebhard Maaß (1766–1823), war ein bedeutender Psychologe
- Friedrich Karl Heinrich Maaß (1768–1840), war Direktor des Domgymnasium in Halberstadt